# James Roosevelt Bayley

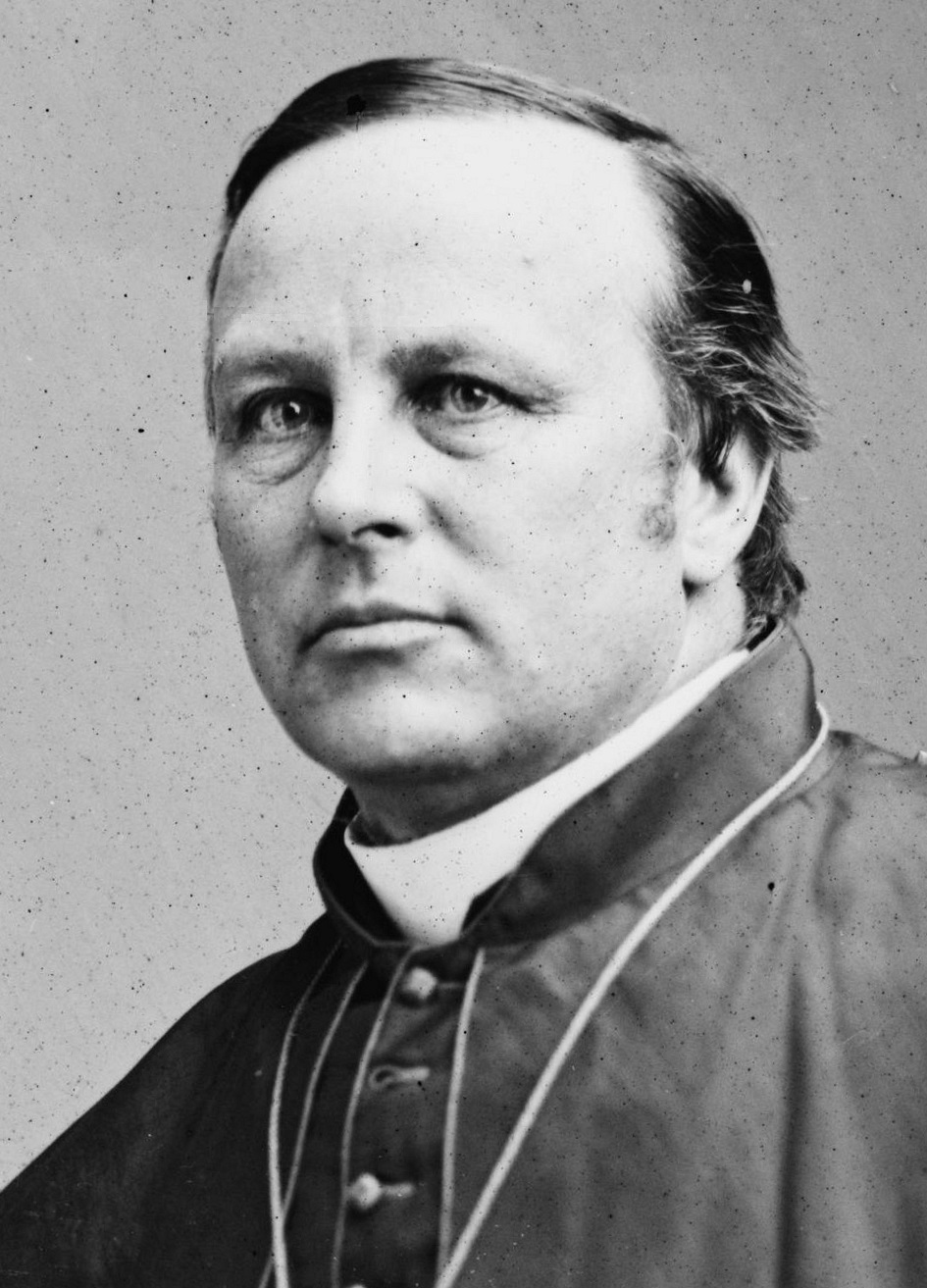
Bischof James Roosevelt Bayley (Foto um 1860)

James Roosevelt Bayley (* 23. August 1814 in New York City, Vereinigte Staaten; † 3. Oktober 1877 in Newark) war ein US-amerikanischer Geistlicher und römisch-katholischer Bischof von Newark und Erzbischof von Baltimore.

## Leben
James Roosevelt Bayley wurde 1840 zunächst Priester der Episkopalkirche und trat im April 1842 zum katholischen Glauben über. Er empfing am 2. März 1844 das Sakrament der Priesterweihe.
Am 29. Juli 1853 ernannte ihn Papst Pius IX. zum ersten Bischof des mit gleichem Datum errichteten Bistums Newark, das den gesamten Bundesstaat New Jersey umfasste. Die Bischofsweihe spendete ihm der auf der Durchreise nach Rom befindliche Apostolische Nuntius in Brasilien, Erzbischof Gaetano Bedini, am 30. Oktober desselben Jahres. Mitkonsekratoren waren der Bischof von Albany, John McCloskey, und der Bischof von Cleveland, Louis Amadeus Rappe. Die Amtseinführung in Newark fand zwei Tage später statt.
In Newark war sein wichtigstes Anliegen der Aufbau eines Netzes von katholischen Schulen. Dazu holte er Ordensschwestern verschiedener Gemeinschaften in die Diözese. Er gründete ein katholisches College mit Priesterseminar in Madison (New Jersey) – seit 1880 in South Orange, heute Seton Hall University – und wirkte mit bei der Errichtung des Päpstlichen Nordamerika-Kollegs 1859. Unter den Seminaristen, die er dorthin schickte, war der spätere Erzbischof von New York Michael Augustine Corrigan.
Papst Pius IX. ernannte ihn am 30. Juli 1872 zum Erzbischof von Baltimore. Die Amtseinführung fand am 13. Oktober desselben Jahres statt.
Aus Krankheitsgründen hielt er sich nur selten in Baltimore auf und lebte stattdessen im von ihm gegründeten Seton Hall College in Madison. Als ein Selbstzeugnis aus den letzten Lebenswochen ist das Wort überliefert: “I am archbishop; I have been bishop; but I like Father Bayley best of all.”
Er wurde auf dem Friedhof in Emmitsburg beigesetzt, auf dem sich auch das Grab seiner Tante, der heiliggesprochenen Elisabeth Anna Bayley Seton, befindet, heute National Shrine of St. Elizabeth Ann Seton.

## Familie
James Roosevelt Bayley war ein Neffe der Ordensgründerin Elisabeth Anna Bayley Seton, der ersten in den Vereinigten Staaten geborenen Heiligen. Die beiden US-Präsidenten Theodore Roosevelt und Franklin D. Roosevelt waren entfernt mit ihm verwandt.